# Katastralgemeinde Hardegg (Gemeinde Liebenfels)
Die Katastralgemeinde Hardegg ist eine von elf Katastralgemeinden der Marktgemeinde Liebenfels im Bezirk Sankt Veit an der Glan in Kärnten. Sie hat eine Fläche von 917,96 ha.
Die Katastralgemeinde gehört zum Sprengel des Vermessungsamtes Klagenfurt.

## Lage
Die Katastralgemeinde liegt im äußersten Süden der Gemeinde Liebenfels und im äußersten Südwesten des Bezirks Sankt Veit an der Glan. Sie erstreckt sich von der Glan im Norden bis zu den Nordhängen des Zmulnbergs im Süden, und von Metschach im Westen bis Rohnsdorf im Osten. Die Katastralgemeinde erstreckt sich über eine Höhenlage von 479 m ü. A. an der Glan an der Ostgrenze der Katastralgemeinde bis zu 677 m ü. A. in der Nähe des Zmulnbergs. 

## Ortschaften
Zur Gänze auf dem Gebiet der Katastralgemeinde Hardegg liegen die Ortschaften Hardegg, Lorberhof, Moos, Weitensfeld, Zmuln und Zweikirchen. Teilweise auf dem Gebiet der Katastralgemeinde Hardegg liegt die zur Gänze zur Gemeinde Liebenfels gehörende Ortschaft Rohnsdorf. Außerdem befindet sich auf dem Gebiet der Katastralgemeinde Hardegg die Ortschaft Metschach, die einen Teil des gleichnamigen, zwischen den Gemeinden Liebenfels und Glanegg geteilten Ortes bildet.

## Vermessungsamt-Sprengel
Die Katastralgemeinde gehört seit 1. Jänner 1998 zum Sprengel des Vermessungsamtes Klagenfurt. Davor war sie Teil des Sprengels des Vermessungsamtes St. Veit an der Glan.

## Geschichte
Ende des 18. Jahrhunderts wurden die Kärntner Steuergemeinden (später: Katastralgemeinden) gebildet und Steuerbezirken zugeordnet. Die Steuergemeinde Hardegg wurde Teil des Steuerbezirks Hardegg.
Im Zuge der Reformen nach der Revolution 1848/49 wurden in Kärnten die Steuerbezirke aufgelöst und Ortsgemeinden gebildet, die jeweils das Gebiet einer oder mehrerer Steuergemeinden umfassten. Die Steuer- bzw. Katastralgemeinde Hardegg wurde Teil der Gemeinde Hardegg. Die Größe der Katastralgemeinde wurde 1854 mit 1647 Österreichischen Joch und 430 Klaftern (ca. 948 ha, also etwas größer als die heutige Fläche) angegeben; damals lebten 442 Personen auf dem Gebiet der Katastralgemeinde. 1958 wurde die Katastralgemeinde Hardegg Teil der Gemeinde Liebenfels, die damals durch die Fusion der Gemeinden Liemberg, Hardegg und Pulst entstand. Durch Grenzänderungen im Zuge der Gemeindestrukturreform 1972 wurde die Katastralgemeinde Hardegg um etwa 30 ha kleiner, damals wurde der nördliche Teil des Ortes St. Peter am Bichl an Klagenfurt abgetreten.
Die Katastralgemeinde Hardegg gehörte ab 1850 zum politischen Bezirk Sankt Veit an der Glan und zum Gerichtsbezirk Sankt Veit an der Glan. 1854 bis 1868 gehörte sie zum Gemischten Bezirk Sankt Veit an der Glan. Seit der Reform 1868 ist sie wieder Teil des politischen Bezirks Sankt Veit an der Glan und des Gerichtsbezirks Sankt Veit an der Glan.